# Легкі крейсери типу «Мінотавр»
Не варто плутати з панцерними крейсерами типу «Мінотавр» часів Першої світової війни
Легкі крейсери типу «Мінотавр» (англ. Minotaur-class cruiser (1943) — клас військових кораблів з 3 легких крейсерів, що випускалися британськими суднобудівельними компаніями з 1943 по 1945 роки. Кораблі цього типу становили поліпшену версію крейсерів «Коронна колонія», проєкт яких був затверджений у 1941 році. Попри великі втрати та нагальну потребу в крейсерах у перші роки війни, їхнє будівництво розпочалось із затримками й загалом було побудовано тільки 3 крейсери цього типу. Ще 3 одиниці були добудовані у 1959—1961 роках за кардинально зміненим проєктом і стали йменуватись легкі крейсери типу «Тайгер».

## Список легких крейсерів типу «Мінотавр»
| Корабель    | Номер вимпелу | Виготовлювач                             | Закладено         | Спущено        | У строю | Статус                                                   |
| ----------- | ------------- | ---------------------------------------- | ----------------- | -------------- | --- | -------------------------------------------------------- |
| «Мінотавр»  | 53            | Harland and Wolff, Белфаст               | 20 листопада 1941 | 29 липня 1943  | переданий до складу Королівського ВМФ Канади, як HMCS «Онтаріо» (C53) у липні 1944, 25 травня введений до строю канадських ВМС | 19 листопада 1960 року розібраний на брухт               |
| «Свіфтшур»  | 8             | Vickers-Armstrongs, Ньюкасл-апон-Тайн    | 22 вересня 1941   | 4 лютого 1943  | 22 червня 1944 | у жовтні 1962 року розібраний на брухт у Інверкітінгу    |
| «Сьюперб»   | 25            | Swan Hunter & Wigham Richardson, Волсенд | 23 червня 1942    | 31 серпня 1943 | 16 листопада 1945 | у серпні 1960 року розібраний на брухт у Дальміурі       |
| «Гоук»      | 25            | HMNB Portsmouth, Портсмут                | 1 липня 1943      |                | | проєкт скасований у березні 1946, розібраний на стапелях |
| «Белерофон» | 50            | Vickers-Armstrongs, Ньюкасл-апон-Тайн    | серпень 1944      |                | | проєкт скасований у березні 1946, розібраний на стапелях |
| «Блейк»     |               |                                          |                   |                | | проєкт перетворений на тип «Тайгер»                      |
| «Діфенс»    |               |                                          |                   |                | | проєкт перетворений на тип «Тайгер»                      |
| «Белерофон» |               |                                          |                   |                | | проєкт перетворений на тип «Тайгер»                      |